# Xarlatà

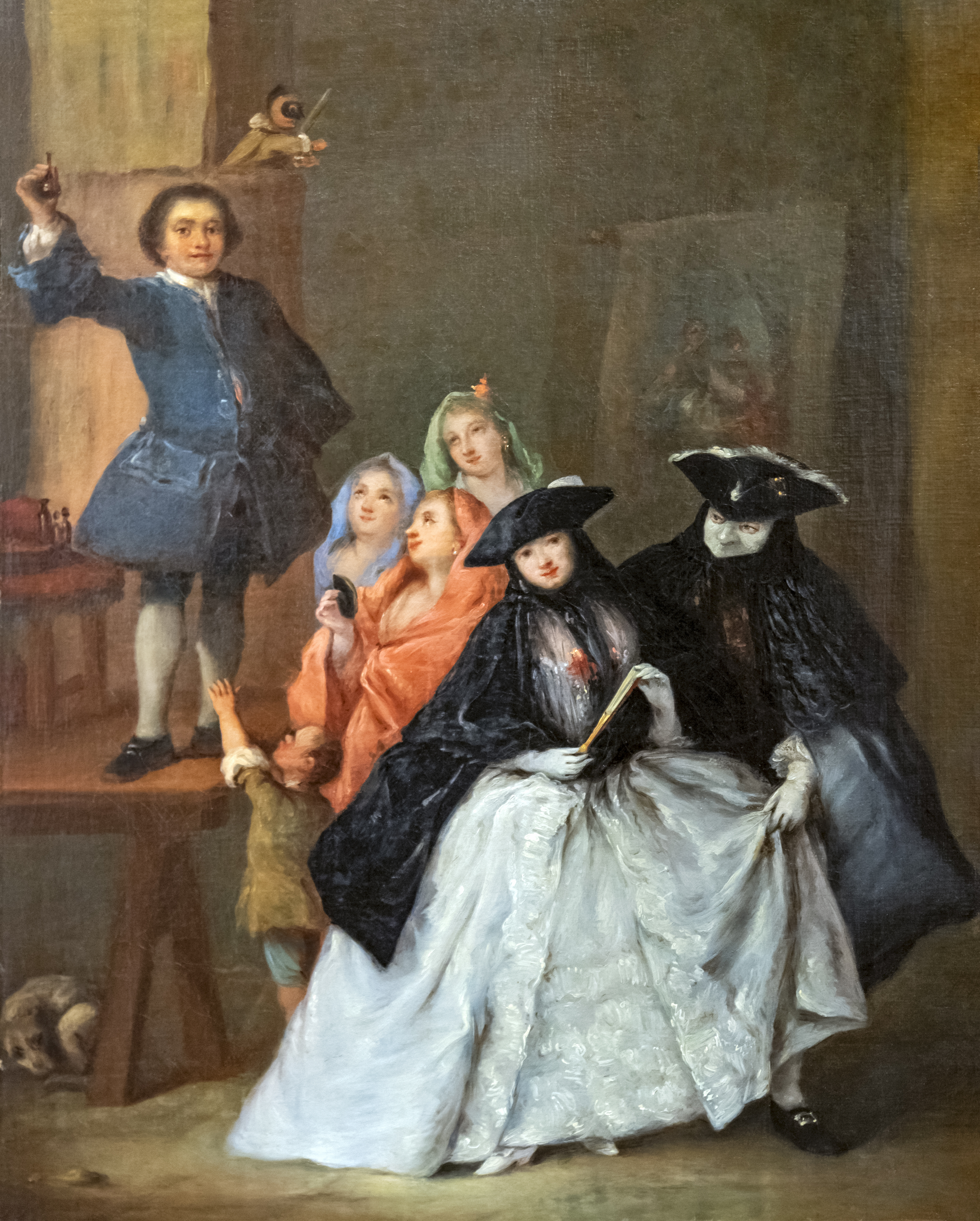
Pietro Longhi: El xarlatà, 1757.

Un xarlatà o xerraire és una persona que practica algun tipus d'estafa amb la finalitat d'aconseguir benefici econòmic o algun altre avantatge mitjançant l'engany o la superxeria. Per extensió s'utilitza per indicar persones que exploten la credulitat pública o que fan soroll en cerca de notorietat tot parlant de coses que no coneixen ni enten, algú que parla sensa cap respecte per la veritat.
Tot xarlatà ha de tenir alguna habilitat especial; la més comuna és el do de la paraula, mitjançant el qual aconsegueix engalipar la seva audiència, en general inculta en la temàtica que el xarlatà postula. Una altra de les més comunes és la prestidigitació (moviment ràpid de les mans), mitjançant la qual fan els canvis oportuns de productes que lliuren, reben o retornen. Sovint els posseïdors de la primera habilitat esmentada s'associaven amb els d'aquesta, per dur a terme més bé les seves estafes. En aplicar amb talent el principi mundus vult decepi, es troben a la divisòria entre art i estafa. Amb el temps, l'ofici ha canviat d'escenari i ja no se'n troben gaire als mercats populars, però ans al contrari han triat les xarxes socials, la televisió i el món polític.
És una figura que, malgrat les aparences, no forma part del folklore popular, sinó que ve d'una tradició més antiga que lliga la medicina i les curacions al viatge i al poder de la paraula. El xarlatanisme sol associar-se amb l'esoterisme o l'ocultisme, perquè sovint els xarlatans es presenten com a astròlegs, endevins, numeròlegs, metges, remeiers, líders espirituals i venedors de remeis miraculosos i en general mestres de qualsevol pseudociència de cada època. Pràctiques que depenen de la ingenuïtat de la gent.
Aquesta confusió es deu també a la clandestinitat o secret en el qual el xarlatà ha de mantenir els seus procediments per evitar que altres persones alienes a la seva pràctica s'adonen del frau. D'aquesta manera, el xarlatanisme no permet l'obertura a crítiques, ja que qüestionar-lo i analitzar-lo demostrarien que es tracta de pràctiques fraudulentes.

## A les arts
Mig artista, mig estafador, el personatge del xarlatà va inspirar molts artistes. El quadre El xarlatà de Giandomenico Tiepolo del 1756 fa part la col·lecció permanent del Museu Nacional d'Art de Catalunya. Un dels exemples més complets de xarlatà a l'òpera és el personatge de Dulcamara, de L'elisir d'amore, de Gaetano Donizetti. Els més coneguts dels xarlatans parisencs eren els germans Girard, Anthoine anomenat Tabarin i Philippe, anomenat Mondor, que tenien un escenari muntat a la plaça Dauphiné de París vers 1618, i que amb la seva commedia dell'arte i farses van inspirar Molière. El 2010, Quim Masferrer va estrenar el monòleg El Xarlatan, codirigit per Xavier Vilà que «projecta una visió àcida, irònica i còmica sobre la infinitat de mètodes, règims, dietes, tractaments, i teràpies alternatives que la societat moderna ofereix per aconseguir el nostre benestar». Al món dels còmics hi ha el personatge del Doctor Doxi, a l'àlbum L'Elixir del doctor Doxi de l'autor de còmics francobelga Morris.

## Origen del mot
La paraula és parent amb el verb «xerrar» i prové de l'italià ciarlatano provinent potser de la contaminació de cerretano «vendor de medicaments i indulgències falses» originari de Cerreto, poble aparentment famós per la seva producció de remeiers, i el verb ciarlare, «xerrar».

## ViccionariBibliografia
- Podgorny, Irina. Charlatanes : crónicas de remedios incurables (en castellà). Primera edición.  Buenos Aires: Eterna Cadència, 2012. ISBN 978-987-1673-67-4.